# Oberschömbach
Oberschömbach ist ein Ortsteil der Gemeinde Hellenthal im Kreis Euskirchen, Nordrhein-Westfalen.
Der Ortsteil liegt südöstlich von Hellenthal und südlich von Unterschömbach, direkt am Forst Schmidtheim, der zur Gemeinde Dahlem gehört. Am Ortsrand zweigt die Kreisstraße 62 von der Kreisstraße 61 ab.
Oberschömbach gehörte ursprünglich zur Gemeinde Wahlen. Am 1. Juli 1969 wurde Wahlen nach Kall eingemeindet. Am 1. Januar 1972 wurde Oberschömbach mit weiteren Ortschaften, die früher der Gemeinde Wahlen angehört haben, nach Hellenthal umgegliedert.

Oberschömbach
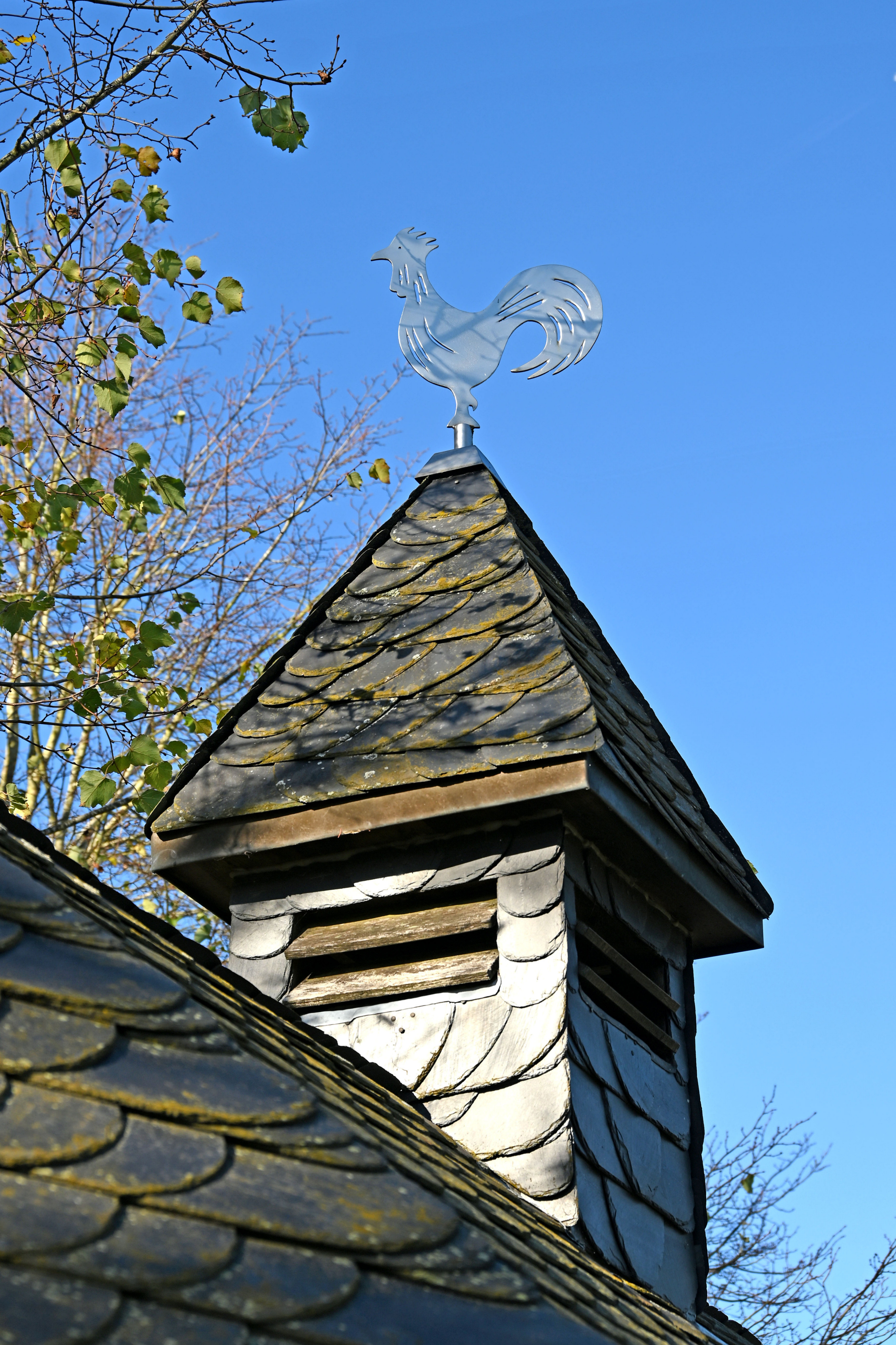
Dachreiter
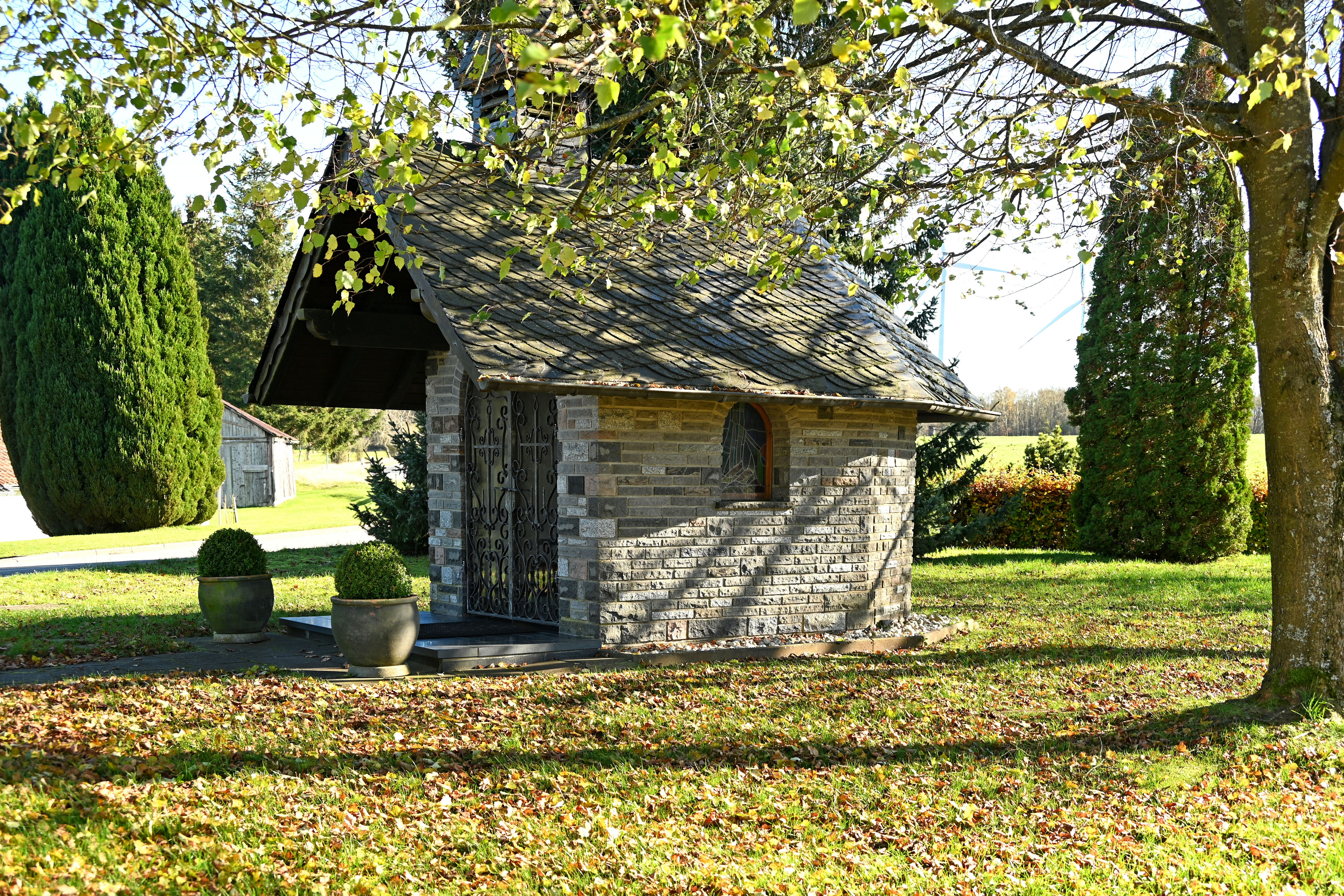
Wegekapelle
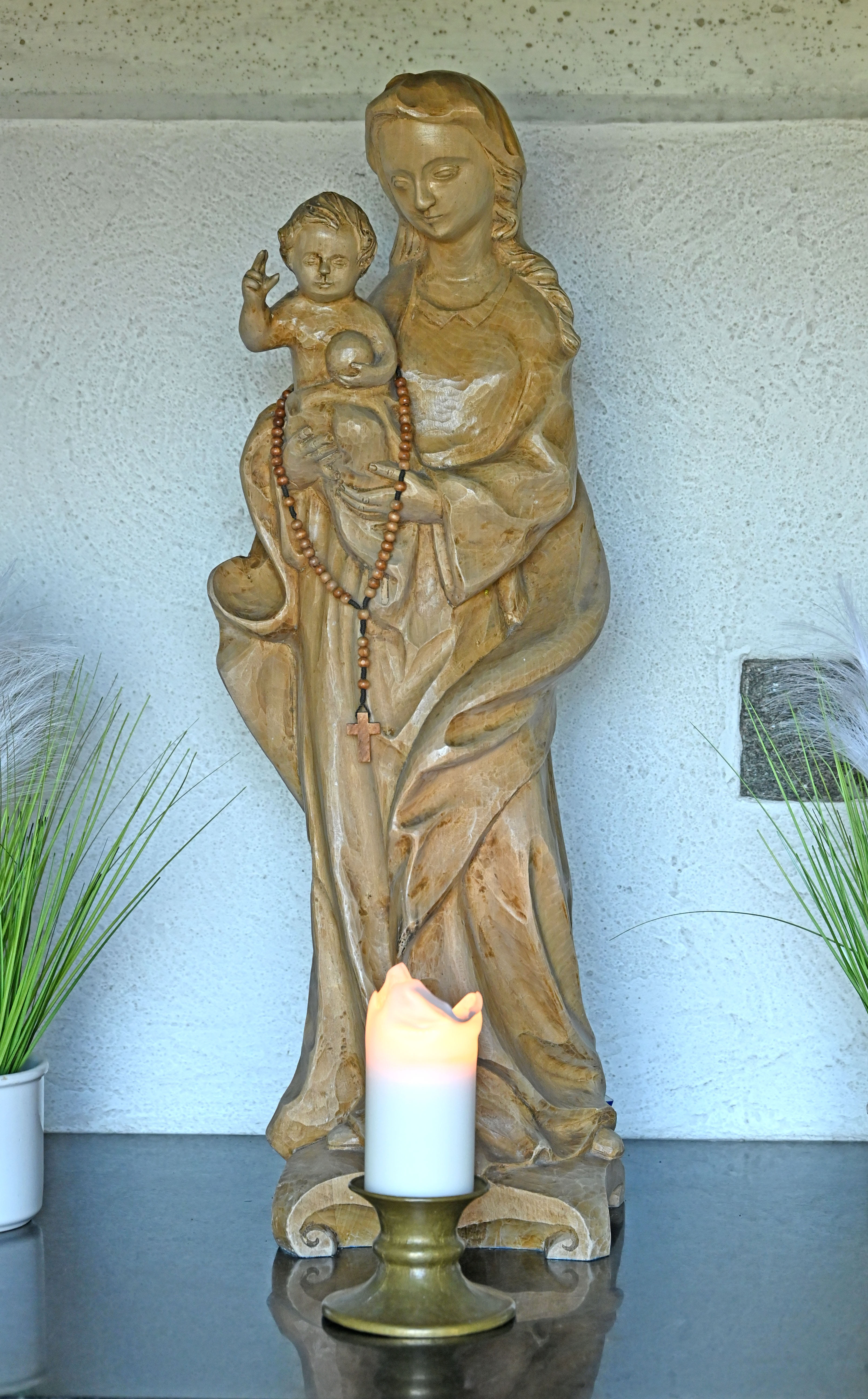
Marienstatue
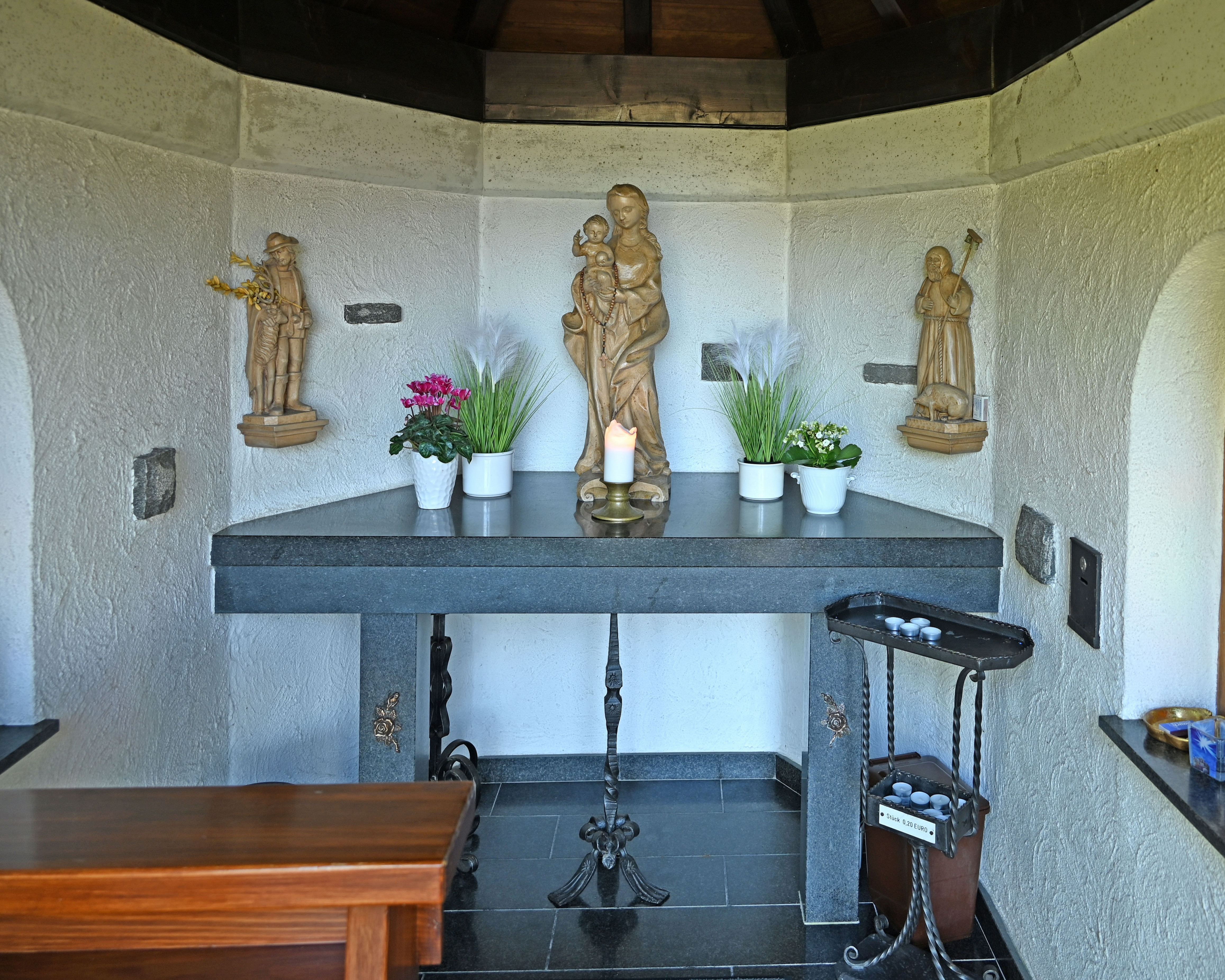
Innenraum
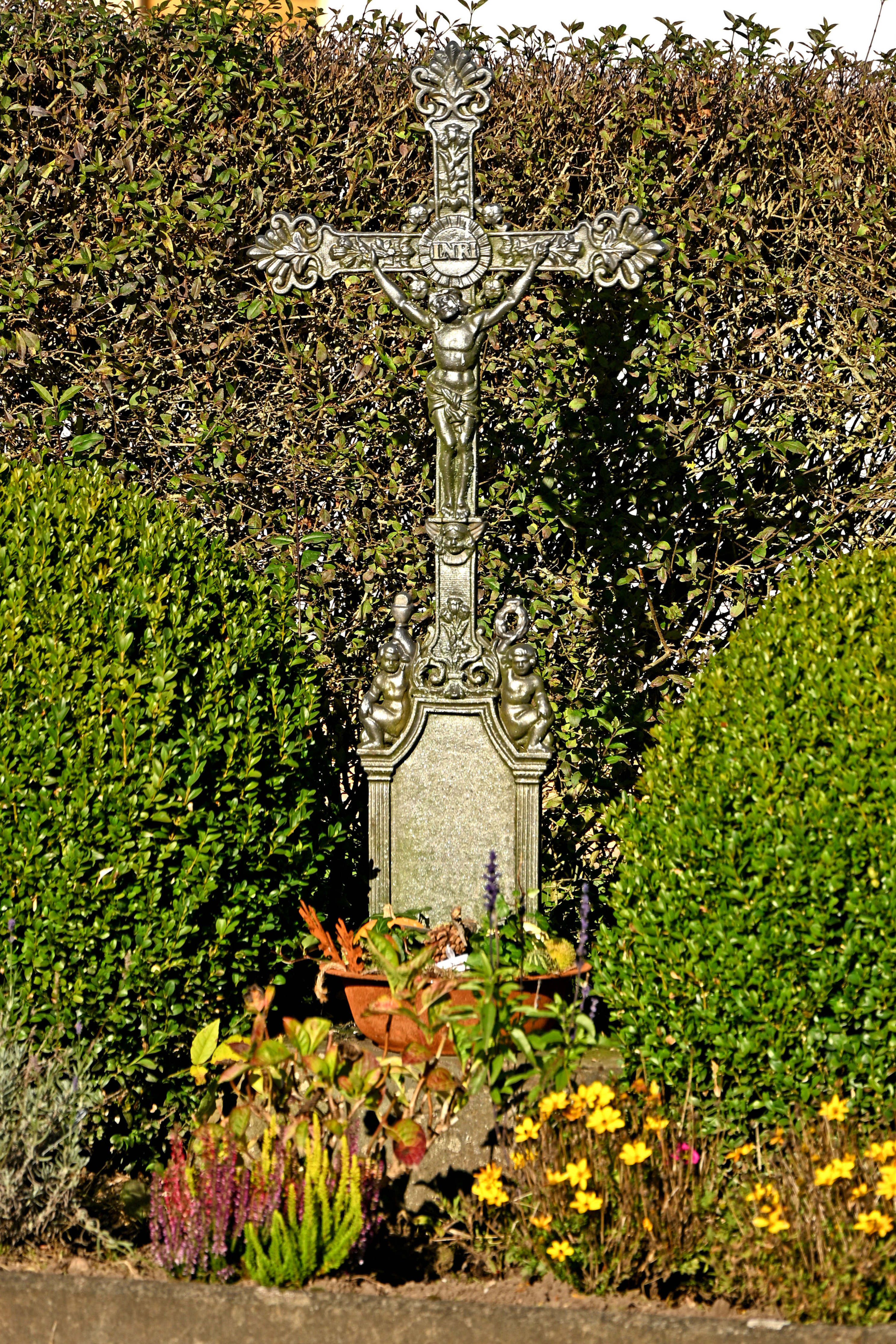
Wegekreuz

Die VRS-Buslinie 837 der RVK verbindet den Ort, überwiegend als TaxiBusPlus nach Bedarf, mit seinen Nachbarorten und mit Hellenthal.
| Linie | Verlauf |
| ----- | --- |
| 837   | MiKE (außer im Schülerverkehr): Hellenthal Busbf – Blumenthal – Dommersbach – Kammerwald – Reifferscheid – (Zingscheid –) Wiesen – Manscheid – (Bungenberg –) Winten – (Heiden –) Unterschömbach – Oberschömbach – Kreuzberg – Hecken (– Paulushof) |